# Tripolifosfato de sodio
El trifosfato de sodio (STP), a veces STPP tripolifosfato de sodio o TPP, 
 es un compuesto inorgánico de fórmula Na5P3O10. Se trata de la sal de sodio del polifosfato penta-anión, que es la base conjugada del ácido trifosfórico. Se produce a gran escala como un componente de muchos productos domésticos e industriales, especialmente detergentes.

## Obtención
El tripolifosfato de sodio es producido por calentamiento de una mezcla estequiométrica de fosfato disódico, Na2HPO4, y fosfato monosódico, NaH2PO4, bajo condiciones controladas.
2 Na2HPO4  +  NaH2PO4   →   Na5P3O10  +  2 H2O
De esta manera, se producen 2 millones de toneladas anualmente.
El STPP es una sal incolora, que existe tanto en forma anhidra como bajo la forma de hexahidrato. El anión puede ser descrito como la cadena pentaaniónica [O3POP(O)2OPO3]5-. Son conocidos muchos compuestos relacionados, como di-, tri-, y polifosfatos, incluyendo el trifosfato cíclico P3O93-. Se une fuertemente a cationes metálicos como tanto un agente quelante bidentado y tridentado.

Quelación de un catión metálico por trifosfato de sodio.

## Usos
Se utiliza como dispersante, emulsificante y estabilizante. También es usado como agente secuestrante y como aditivo en productos para la limpieza como detergentes y jabones en polvo.
Encuentra aplicaciones en industrias y sectores tan variados como la agricultura, la arcilla y pigmentos, caucho, cemento y cerámica, construcción, detergentes y productos de limpieza, lubricantes, pulpa y papel, carpetas para diferentes propósitos, el aceite de las industrias, los fabricantes de textiles y textiles, pinturas y recubrimientos, tratamiento de agua, artículos de vidrio, tratamiento de superficies y formuladores, etc.
Responsable en parte del proceso degenerativo de la eutroficación o eutrofización, en lagos y mantos acuíferos en general, su utilización ha sido reducida significativamente en las décadas recientes como integrante en la formulación de detergentes domésticos.